# Anopheles quadrimaculatus

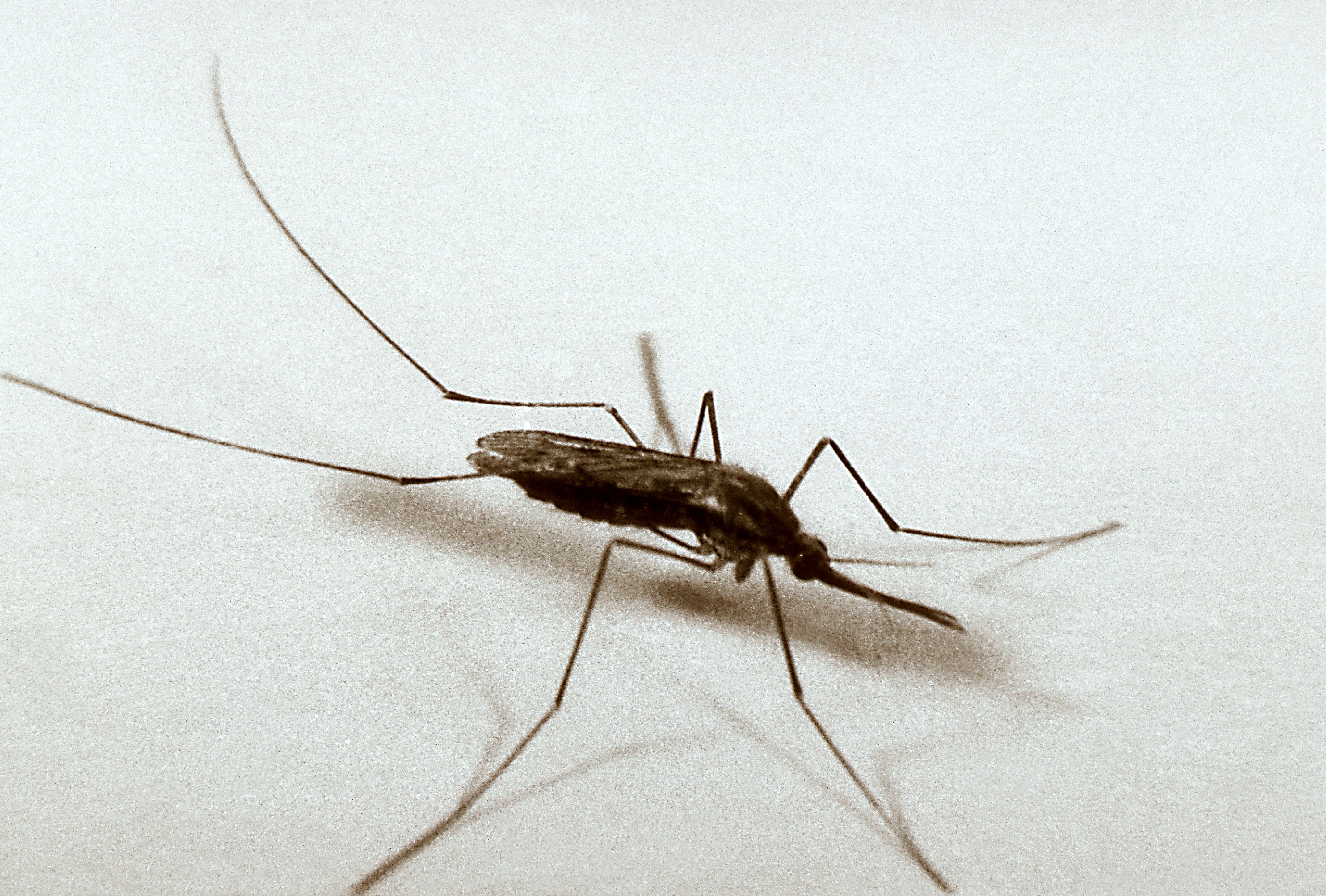
espécie de mosquito

Anopheles quadrimaculatus é uma espécie de mosquito da família dos culicídeos (Culicidae) da América do Norte. É nativo do Canadá, Estados Unidos e México, ocorrendo como espécie invasora na Costa Rica, El Salvador e Panamá. Em seu estado larval, sua alimentação é generalista e inclui organismos aquáticos, tanto vegetais quanto animais, bem como detritos. Quando adultas, as fêmeas se alimentam de sangue de mamíferos, sejam humanos ou animais selvagens e domesticados. São o principal vetor biológico da malária na América do Norte (Plasmodium vivax, Plasmodium malariae e Plasmodium falciparum). Consta em quinto na lista das 100 das espécies exóticas invasoras mais daninhas do mundo da União Internacional para a Conservação da Natureza (UICN)

## Descrição
Anopheles quadrimaculatus é um mosquito de porte médio. De cor marrom escura, seu tarso é totalmente escuro. Seu escutelo e palpos são uniformemente redondos do tamanho da probóscide escamosa. Suas asas são inteiramente escamosas e possuem quatro milímetros ou mais de comprimento. As cerdas escutais são curtas, a ponta da asa é escura sem escamas cor de cobre e os palpos têm escamas escuras e não apresentam faixas. Tem quatro manchas escuras nas asas que inspiraram seu nome específico quadrimaculatus. Têm oito a nove cabelos na cabeça com oito a dez ramos.

## Distribuição e habitat
Anopheles quadrimaculatus é nativo do Canadá, Estados Unidos e México, ocorrendo como espécie invasora na Costa Rica, El Salvador e Panamá. Prefere habitats com abundantes resíduos vegetais e folhas submergidas e flutuantes ou vegetação aquática emergente. As larvas são normalmente encontradas em locais com abundante vegetação aquática enraizada, como campos de arroz e valas de irrigação adjacentes, pântanos de água doce e margens vegetadas de lagos, lagoas e reservatórios.

## Ecologia

### Reprodução e desenvolvimento
Durante o dia, os adultos de Anopheles quadrimaculatus permanecem inativos, descansando em abrigos frescos, úmidos e escuros, como prédios e cavernas. As larvas de Anopheles quadrimaculatus encontram-se de julho a setembro, mas os adultos o ano todo. Esses mosquitos se reproduzem principalmente em piscinas permanentes de água doce, lagoas e pântanos que contêm vegetação aquática ou detritos flutuantes, margens rasas de reservatórios e lagos. O acasalamento ocorre assim que as fêmeas emergem. Os machos aguardam na vegetação próxima e procuram as fêmeas quando começam a voar. A cópula é completada em voo e leva de 10 a 15 segundos com uma inseminação geralmente sendo suficiente à fertilização de todos os óvulos. Os ovos são colocados individualmente na superfície da água com flutuadores laterais para mantê-los na superfície. Cem ou mais ovos são colocados de cada vez e uma única fêmea pode põe até 12 lotes de ovos e um total de mais de três mil ovos. A maioria dos ovos eclodem em larvas em 48 horas.
As larvas vivem na água e vem à superfície para respirar. As larvas de Anopheles ficam paralelas à superfície da água para obter um suprimento de oxigênio através de uma abertura de respiração. Elas trocam suas peles quatro vezes, crescendo após cada muda. Durante a quarta muda, se transformam em pupa. No estágio de pupa, permanecem em repouso e sem alimentação, mas as pupas são móveis, respondendo a mudanças de luz e movendo-se com um movimento de suas caudas em direção ao fundo ou às áreas de proteção. Quando o desenvolvimento está completo, a pele da pupa se divide e o mosquito adulto emerge. O adulto recém-emergido repousa na superfície da água por curto período de tempo para se secar e todas as partes do corpo endurecerem. As asas precisam se espalhar e secar adequadamente antes que possa voar.

### Alimentação
Em seu estado larval, a alimentação de Anopheles quadrimaculatus é generalista e inclui ampla gama de organismos aquáticos, tanto vegetais quanto animais, bem como detritos. O alimento pode estar vivo ou morto no momento da ingestão. O principal critério na seleção de alimentos parece ser se o material suspenso é pequeno o suficiente para comer. Quando adultas, as fêmeas se alimentam de sangue de mamíferos, sejam humanos ou animais selvagens e domesticados. Elas procuram repetidamente seus hospedeiros, muitas vezes visitando o mesmo local de alimentação várias vezes durante uma refeição de sangue.

### Relação com os humanos
Anopheles quadrimaculatus é o principal vetor biológico da malária na América do Norte (Plasmodium vivax, Plasmodium malariae e Plasmodium falciparum). Também pode transmitir o vírus Cache Valley (CV) e o vírus do Nilo Ocidental (CDC) e foi obtida transmissão laboratorial de encefalite de St. Louis. Potencialmente pode ser hospedeiro da dirofilariose canina (Dirofilaria immitis), sendo quiçá o causador da transmissão em Michigão e Nova Iorque. Por fim, ainda pode ser vetor do parasita Trachipleistophora hominis. Agentes químicos (fipronil e pesticidas) e naturais (bacilos e copépodes larvicidas) são utilizados para controle populacional em várias regiões dos Estados Unidos nas quais ocorre com maior frequência.